# Річард де Бересфорд

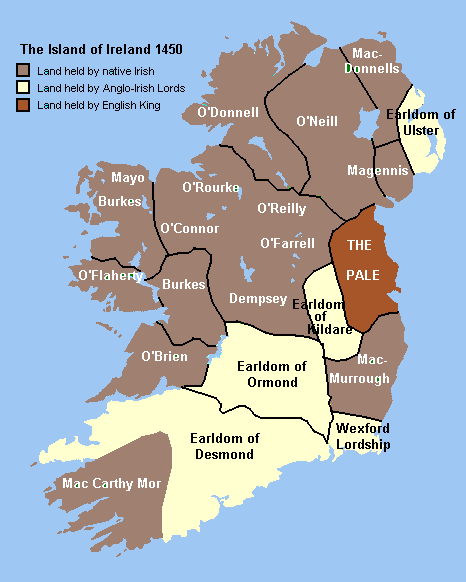
Ірландія в середні віки. Показані англійські володіння, володіння графів Ормонд та Фіцджеральд, володіння незалежних ірландських кланів та королівств.

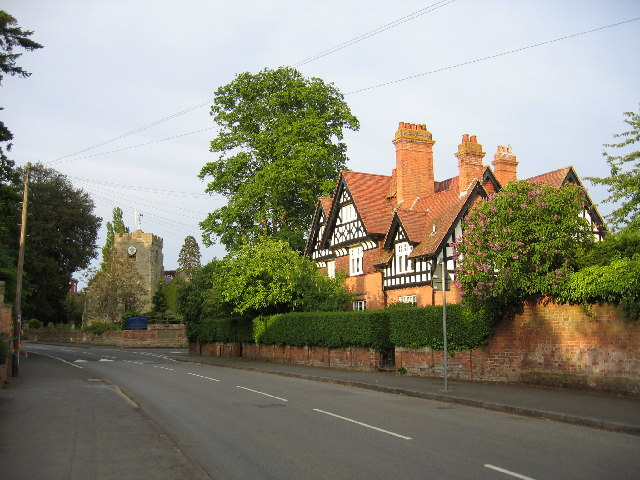
Барфорд. Сучасний вигляд.

Герб єпископів Солсбері.

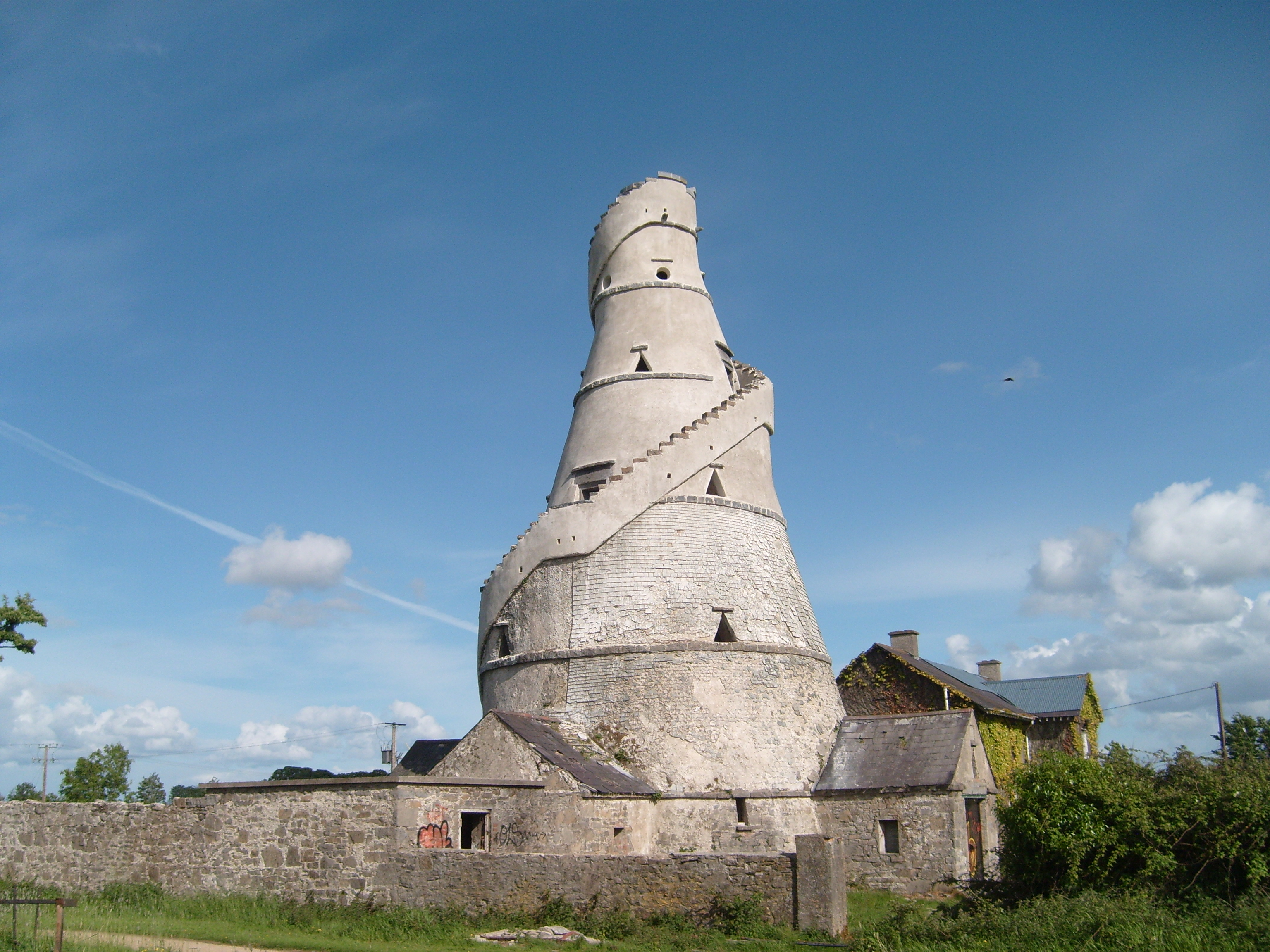
Башта в Лейсліпі.

Річард де Бересфорд або Річард Берефорд (англ. - Richard de Beresford, Richard Bereford) (помер після 1318) – ірландський державний та церковний діяч англійського походження, юрист, суддя, священник, лорд-скарбник Ірландії, лорд-канцлер Ірландії.

## Життєпис

### Початки кар’єри
Історик Елрінгтон Болл стверджує, що Річард де Бересфорд був двоюрідним братом Вільяма Берефорда – англійського верховного судді Загальних справ у 1309 – 1326 роках, хоча цей факт ставився під сумнів. Родина Берефордів походила з Барфорда в Ворікширі. Едмунд з Барфорда або де Берефорд отримав юридичну посаду сержанта Ірландії у 1357 – 1358 роках, але неясно, чи належав він до цієї родини. Про Річарда де Бересфорда вперше повідомляють в документах у 1283 році, коли він збирав податки у Вустерширі; у 1284 році він був на службі єпископа Солсбері. У 1291 році він став вікарієм церкви Святої Марії, в Шенлі в Бакінгемширі, і утримував життя до самої смерті. Пізніше він поскаржився на крадіжку та серйозні пошкодження свого майна в Шенлі. Зараз це селище є частиною міста Мілтон-Кейнс.

### Кар’єра в Ірландії
Річард де Бересфорд вперше приїхав до Ірландії в 1300 році отримавши посаду лорд-скарбник Ірландії і обіймав цю посаду до 1308 року. У 1302 – 1303 роках він був призначений наглядати за греблями на річці Ліффі між Дубліном і Лейксліпом, отримавши вказівку запитати у «гідних джентльменів» графства Дублін і графства Кілдер про те, як вони підтримувалися, і видалити будь-які пошкоджені предмети від греблі.
Він був одним із п’яти високопоставлених посадових осіб Королівства, які отримали королівське доручення співпрацювати з ірландськими магнатами з метою залучити їх до війни з Шотландією, яка саме тоді виборювала собі незалежність. Його поведінка як скарбника піддалася серйозній критиці: невдовзі після його від’їзду з Ірландії Ральф де Монтермер, І барон Монтермер, поскаржився в суді юстиції, що Річард незаконно заволодів грошима та товарами на суму 400 фунтів (на той час це величезна сума), які мали надійти Ральфу. Після смерті його дружини Жанни Акрі, дочки короля Едуарда I, у 1307 році юстиціарій наказав повернути Ральфу всю заявлену суму, що свідчить про те, що поведінка Річарда де Бересфорда була принаймні сумнівною.
У 1305 році Джефрі де Мортон, що володів посадою лорд-мера Дубліна, подав низку позовів проти Річарда де Бересфорда. Бересфорд подав зустрічний позов, звинувативши Мортона в корупції. У наступні роки Мортон став сумно відомим своїми посадовими злочинами та недобросовісною діловою практикою. Незважаючи на це, Річарда де Бересфорда було звільнено з посади лорд-скарбника, і було створено комісію з оєрів і термінерів для розгляду претензій Мортона та не пов’язаних з цим звинувачень Джефрі де Женевіля, І барона Женевіля, щодо втручання Бересфорда у права Дженевіля в його баронстві Трім, графство Міт. Бересфорд був визнаний винним і ув’язнений у Дублінському замку, але, очевидно, домігся скасування обвинувального вироку. Наступного разу про нього чують у Вестмінстері, де перевіряють його рахунки небезпідставно підозрюючи в корупції.
Річард де Бересфорд був лорд-канцлером Ірландії з 1314 по серпень 1317. Він також був суддею суду присяжних шести англійських графств.
Останній раз про нього було чути як про державного діяча в серпні 1317 року. Він помер після 1318 року, коли він ще служив вікарієм Шенлі.